# Gare de Ruelle-sur-Touvre
Gare de Ruelle-sur-Touvre vasútállomás Franciaországban, Ruelle-sur-Touvre településen.

## Vasútvonalak
Az állomást az alábbi vasútvonalak érintik:
- Limoges-Bénédictins-Angoulême-vasútvonal

## Kapcsolódó állomások
A vasútállomáshoz az alábbi állomások vannak a legközelebb:
- Gare d’Angoulême
- Gare de La Rochefoucauld